# نيكولاي فالويف
نيكولاي فالويف (بالروسية: Валуев, Николай Сергеевич) مواليد 21 أغسطس 1973 في سانت بطرسبرغ، الجمهورية الروسية السوفيتية الاتحادية الاشتراكية، الاتحاد السوفيتي، هو ملاكم روسي سابق صنّف ضمن فئة الوزن الثقيل. حقق بطولة رابطة الملاكمة العالمية.

## إحصائيات
خاض خلال مسيرته 53 نزالا، فاز في 50 وخسر في 2. فاز بالضربة القاضية في 34 نزالا.

## روابط خارجية
- نيكولاي فالويف على موقع IMDb (الإنجليزية)
- نيكولاي فالويف على موقع قاعدة بيانات الفيلم (الإنجليزية)
- نيكولاي فالويف على موقع كينوبويسك (الروسية)
- نيكولاي فالويف على موقع بوكس ريك (الإنجليزية) (registration required)